# Haplogrupo R2 (ADN-Y)

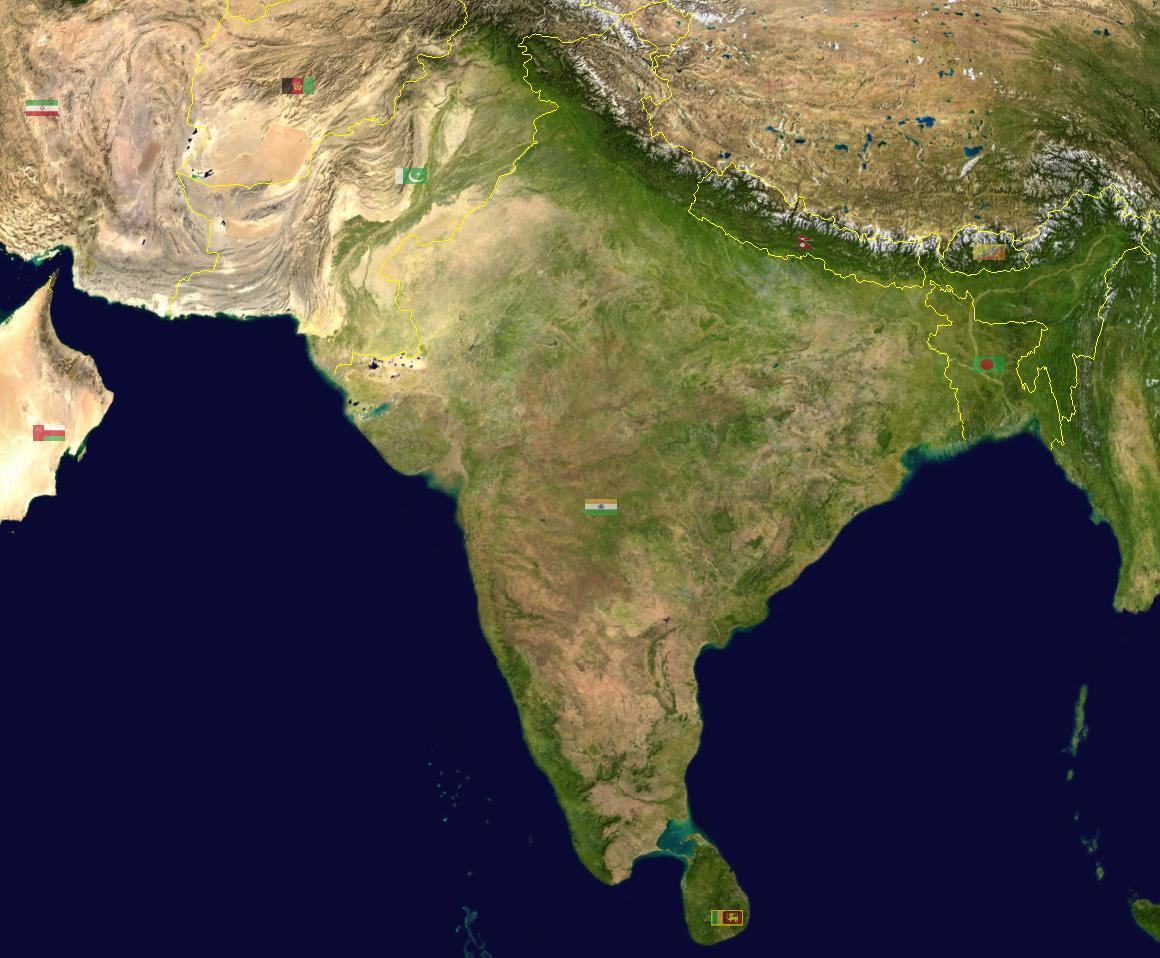
Principal zona de dispersión del haplogrupo R2 del cromosoma Y.

El haplogrupo R2 (M479/PF6107, Y3387) es un haplogrupo del cromosoma Y, subclado del haplogrupo R, que se encuentra principalmente en el subcontinente indio y en menor frecuencia en el Cáucaso, Asia central y aisladamente en Europa. Tiene una antigüedad de unos 25 000 años (según el Proyecto Genográfico) y un probable origen al sur del Asia central. Se conocía por la mutación M124, pero se ha descubierto que le antecede la mutación M479.

## Paragrupo R2*
Encontrado en bajas frecuencias al norte de Pakistán con 7 %, en Osetia del Sur 4 %, en tártaros de Bashkortostán 3 % y zonas del sur de Europa (Lisboa, Sevilla, norte de Italia) 1 %.

## Haplogrupo R2a
Al menos el 90 % de los hombres con el haplogrupo R2a (M124) se encuentran en el Indostán, en donde encontramos frecuencias del 10 al 15 % en India y Ceilán y 7 a 8 % en Pakistán. Los porcentajes más altos están en las costas de Andhra Pradesh (40 %) especialmente en los hablantes de télugu y no pertenecientes a la casta bráhmana con frecuencias del 35-55 %. Frecuencia alta hay también en los sinti (53 %) lo que demuestra el origen indostánico de los gitanos de Europa. Entre los cingaleses encontramos 38 %, los austroasiáticos Lodha 35 %, brahmanes chitpavan del oeste de India 26 %, en bengalíes 23 %, persas de Pakistán 20 %, casta támil de los pallar en Sri Lanka 14 %, burushos 14 % y punjabis 5 %.
En el Cáucaso y Asia central, hay alta frecuencia en los kurdos de Georgia (llamados kurmanjis) con 44 %, pero baja en los kurdos de Turkmenistán con 8 %. En chechenos 16 %, calmucos 6 %, afganos, azerbaiyanos y georgianos 3 % y hay menor frecuencia en otras poblaciones del Cáucaso, en Tayikistán e Irán. 
Está extendido con un promedio del 1 % en todo el Cercano Oriente y en Siberia.

### Subclados
R2a (M124, Y3399, P249) presenta los siguientes subclados:
- R2a1 (L263, Y106645): Encontrado en un anatolio de Grecia. También en el Kurdistán iraní, La Meca y Shantón (China).[6]
- R2a2 (P267/PF6109, Y3370) Difundido en el sur de Asia y Eurasia Occidental
  - R2a2a (FGC13203)
    - R-Y81233: Encontrado en India y en los dunganos (Cansú, China)[6]
    - R-Y101424: Especialmente en el Punyab (Pakistán) y encontrado en Líbano y Uzbekistán.[6]
    - R2a2a1 (FGC13188)
      - R-Y81582: En Irak y Shaanxi (China).[6]
      - R-FGC49589: En Arabia Saudita y Baréin.[6]
      - R2a2a1a (F1092): Especialmente en Kuwait y encontrado en Eslovaquia, India, Irán, Ucrania, Letonia e Irak.[6]

  - R2a2b (Y12100/FGC12586)
    - R2a2b2 (FGC46676, Y23623): Encontrado en Siria, Arabia Saudita, Lituania e Irán.[6]
      - L288: En un judío de Hungría.

    - R-V1946
      - R-Y23778: Encontrado en uigures (China) y el Líbano.[6]
      - R2a2b1 (Y8763)
        - R-FGC64354: En Armenia y EAU.
        - R-Y130677: En Armenia y Arabia S.
        - R-Y130994: En EAU y es restos de Islandia de hace 800 años.[6]
        - R2a2b1a (L1069), antes R2a3: Extendido en Kuwait y Baréin.[6]
        - R2a2b1b (FGC17608/Y8766)
          - R2a2b1b*: Encontrado en Irak.
          - R2a2b1b1 (FGC17611/Y5080)
            - R2a2b1b*: En Bangladés y el Punyab pakistaní
            - R2a2b1b1a (M2091): En Kuwait, Irak, Catar y Baréin[6]

          - R2a2b1b2 (FGC18148/V3714)
            - R-Z29156: En Baréin, India, Bangladés e Irán.[6]
            - R2a2b1b2a (SK2142, Y1378): En Guyarat y Punyab (India), también en Arabia S., Kuwait, Catar, EAU, Omán Y Pakistán.[6]
            - R2a2b1b2b (L295, FGC18147)[7] Difundido en el sur de Asia, Anatolia, Península arábiga, Europa y Asia Central. 
              - R2a2b1b2b1 (L723): En turcos, árabes y en Europa.[8]
              - R2a2b1b2b2 (Y1280, Y1283): Especialmente en Andhra Pradesh (India), también en Sri Lanka y otras zonas del subcontinente indio y del Cercano Oriente.[6]
              - R2a2b1b2b3 (V3467/Y1334): Especialmente en el subcontinente indio y Cercano Oriente.
                - L294: Encontrado en India, Europa Oriental, Turquía, el Cáucaso, etc.[8]

## Haplogrupo R2b
R2b corresponde al marcador FGC21706 según ISOGG 2020, lo que equivale al clado R-FGC50227 según Yfull 2020. Se encuentra especialmente en el subcontinente indio y presenta los siguientes subclados:
- R2b (FGC21706, FGC50227)
  - R2b*: Encontrado en Islamabad (Pakistán)
  - R-FGC50368: 
    - R-FGC50368*: Encontrado en el Punyab (India)
    - R-FGC50278: En India, Pakistán e Irak.[6]

| Haplogrupos del cromosoma Y humano |                  |   |   |    |    |    |    |    |   |   |     |     |     |     |    |    |    |    |     |     |     |    |    |   |
|                                    | Adán cromosómico |   |   |    |    |    |    |    |   |   |     |     |     |     |    |    |    |    |     |     |     |    |    |   |
|                                    | A                |   |   |    |    |    |    |    |   |   |     |     |     |     |    |    |    |    |     |     |     |    |    |   |
|                                    |                  |   |   | BT |    |    |    |    |   |   |     |     |     |     |    |    |    |    |     |     |     |    |    |   |
|                                    |                  | B | B | B  | CT | CT |    |    |   |   |     |     |     |     |    |    |    |    |     |     |     |    |    |   |
|                                    |                  |   |   | DE | DE | CF | CF | CF |   |   |     |     |     |     |    |    |    |    |     |     |     |    |    |   |
|                                    |                  |   | D | E  |    | C  | C  | F  | F | F |     |     |     |     |    |    |    |    |     |     |     |    |    |   |
|                                    |                  |   |   |    | C1 | C2 |    | G  | H | H | IJK | IJK | IJK | IJK |    |    |    |    |     |     |     |    |    |   |
|                                    |                  |   |   |    |    |    |    |    |   |   | IJ  | K   | K   | K   | K  | K  | K  |    |     |     |     |    |    |   |
|                                    |                  |   |   |    |    |    |    |    |   | I | J   |     |     | LT  | K2 | K2 | K2 | K2 | K2  | K2  |     |    |    |   |
|                                    |                  |   |   |    |    |    |    |    |   |   |     |     | L   | T   |    | MS | MS | MS | MS  | P   | P   | P  | NO |   |
|                                    |                  |   |   |    |    |    |    |    |   |   |     |     |     |     |    | M  | S  |    | Q   | R   | R   |    | N  | O |
|                                    |                  |   |   |    |    |    |    |    |   |   |     |     |     |     |    |    |    |    |     | R1  | R1  | R2 |    |   |
|                                    |                  |   |   |    |    |    |    |    |   |   |     |     |     |     |    |    |    |    | R1a | R1a | R1b |    |    |   |
|                                    |                  |   |   |    |    |    |    |    |   |   |     |     |     |     |    |    |    |    |     |     |     |    |    |   |